# Star W-14
Star W-14 – samochód wywrotka, który był produkowany w Fabryce Samochodów Ciężarowych "Star". Konstrukcyjnie oparty na modelu Star 20. 
Pojazd ma długość 4950 mm, szerokość 2270 mm oraz wysokość 2500 mm. Masa samochodu wynosi 3800 kg. Dopuszczalna ładowność skrzyni ładunkowej o wymiarach 2600/1900/443 mm, czyli o pojemności 2,2 m³, wynosi 3500 kg. Samochód  może rozwijać maksymalną prędkość 72 km/h, pokonywać wzniesienia o kącie 28° i spady o kącie 45°. Do napędu samochodu jest stosowany silnik spalinowy tłokowy o zapłonie iskrowym S42 czterosuwowy, sześciocylindrowy, rzędowy, górnozaworowy OHV o pojemności skokowej 4200 cm³ i stopniu sprężania 6,2. Silnik osiąga maksymalną moc 85 KM przy prędkości obrotowej 2800 obr./min. Pojemność układu paliwowego wynosi 150 l, układu chłodzenia 22 l i smarowania 7 l. Ogumienie samochodu ma wymiary 8,25×20" o ciśnieniu 4,5 kg/cm².